# Helena West Side
Helena West Side è un census-designated place (CDP) degli Stati Uniti d'America, situato nello stato del Montana, nella contea di Lewis and Clark.